# 芭妮与哥哥们
《芭妮與哥哥們》（韓語：바니와 오빠들）是韓國MBC自2025年4月11日至5月17日間播出的金土連續劇，改編自同名網絡漫畫，由《請確認活動吧》的導演金智勛執導，《名校的階梯》的盧正義、李彩玟再次搭擋演出，並與趙俊英、金賢鎮、洪民基共同主演。
本劇原定於2025年4月4日開播，但因為和尹錫悅彈劾案宣判日撞期，而改播新聞特報，故本劇順延至4月11日開播。海外由Viu於同日上線跟播；臺灣則是由friDay影音自4月15起，購入Viu版權同步跟播。本劇收視低迷，最低僅取得0.7%的收視率，創下MBC金土劇最低收視紀錄。

## 劇情概要
該劇講述自留下一段黑歷史的初戀之後，芭妮突然與魅力十足的男人們產生糾葛並尋找男友的浪漫愛情故事。

## 演員陣容

### 主要人物
- 卢正义 饰演 潘熙珍

21歲，比起她的本名，大家更熟悉她的綽號“芭妮”。艺仁大学雕塑系的大二高材生，性格和成绩都处于顶尖水平，但在初恋时却遭遇惨败，因此被打上“恋爱傻瓜”的烙印。就在这样的芭妮面前，各具魅力的男人们纷纷出现，而芭妮的烦恼也随之开始。
- 李彩玟 饰演 黄载烈

23歲，艺仁大学视觉设计系的二年級生兼系代表。梦想成为一名艺术总监，在学校里受到同届同学、学弟学妹和众多女校友的坚定支持。他面对强者不会退缩，对待弱者又十分温暖，众人的目光都聚焦在他身上。
- 趙俊英 饰演 车志源

24歲，藝仁大學雕塑系二年級生，财阀家的孙子、无所不缺的上层0.1%学生，外貌、才智、性格等各方面都得天独厚，是所有新生都梦想成为的Wannabe复读生。
- 金賢鎮 饰演 赵阿郎

26歲，畢業於藝仁大學雕塑系，是艺术界备受瞩目的实力派雕塑家兼偶像。
- 洪民基 飾演 秦賢伍

26歲，嘉雲大學社會體育學系二年級生。芭妮的初恋男友，虽因天生的魅力而颇受欢迎，但本人对自己的人气毫不关心。

### 其他人物
- 金玟澈 饰演 李东夏，23歲，藝仁大學視覺設計系二年級生。梦想成为艺术总监的大学生、黄载烈最好的朋友，性格温顺善良，但是一旦被某件事迷住就会变得非常鲁莽。[18]
- 南圭熙 饰演 權宝贝，21歲，藝仁大學戲劇電影系二年級生，与芭妮一起度过小学、中学、高中时期的发小好友，对向自己咨询恋爱苦恼的芭妮直言不讳。[19]
- 崔智秀 饰演 南花䋻，21歲，藝仁大學言論宣傳學系二年級生，芭妮的好友，只要是朋友芭妮做的事情，她都会无条件地给予支持和鼓励。[20]
- 金才禾 飾演 金賢京，40多歲後半，芭妮的母親，國家代表選手出身的排球教練。
- 李智勋 饰演 潘永敏，50多歲初半，芭妮的父亲，不仅料理实力不亚于厨师，家务活也无所不能，被称为“家务高手”。[21]
- 王嬪娜 飾演 林鏡和，40多歲中旬，載烈的母親。[22]
- 全昭映 飾演 韓夏天，23歲，藝仁大學言論宣傳學系早期畢業。載烈的初戀，現為最年輕的體育主播。
- 蔡珍妮 飾演 車憓垣，20歲，留學準備中。志源的妹妹，因發生事故而只能靠輪椅行動。
- 全俊浩 饰演 千春植，21歲，藝仁大學視覺設計系二年級生，活泼开朗，載烈、東河的學弟。[23]
- 李泰熙 飾演 方鎬童，21歲，藝仁大學視覺設計系二年級生。
- 金賢睦 飾演 高奉秀，22歲，藝仁大學哲學系休學。芭妮的現任男友，但也很快地成為前男友。
- 趙賢雅 飾演 朴慧玲，30多歲後半，藝仁大學雕塑系專任教授。
- 鄭藝綠 飾演 鄭珉周，21歲，藝仁大學雕塑系二年級生。
- 金珠美 饰演 吴宥利，21歲，艺仁大学雕塑系二年级学生、芭妮的同学，曾是横扫全国奖项的优秀学生。[24]
- 陳世林 飾演 閔智英，21歲，藝仁大學西洋畫系二年級生，芭妮的學生會朋友。

### 特別出演
- 李津宇 飾演 芭妮中學時期的美術老師，帥氣的外表俘獲了芭妮的心，足以讓她在畫布上捕捉老師的模樣。[25]（第1集）
- 崔普閔 飾演 權寶貝的同學，藝仁大學戲劇電影系的學生，他擁有讓路人都側目的身材和外貌。[25]（第1集）
- 洪錫天（第3集）

## 原聲帶
- Part.1（發行日期：2025年4月11日）

| 曲序 | 曲目                        | 演唱         | 时长 |
| ---- | --------------------------- | ------------ | ---- |
| 1.   | Trace of Stars（별의 흔적） | ISA（STAYC） | 4:23 |
| 2.   | Trace of Stars（Inst.）     |              | 4:23 |

- Part.2（發行日期：2025年4月12日）

| 曲序 | 曲目              | 演唱 | 时长 |
| ---- | ----------------- | ---- | ---- |
| 1.   | Sunshine          | DENI | 3:50 |
| 2.   | Sunshine（Inst.） |      | 3:50 |

- Part.3（發行日期：2025年4月18日）

| 曲序 | 曲目                                                  | 演唱   | 时长 |
| ---- | ----------------------------------------------------- | ------ | ---- |
| 1.   | As One In Your Painting（너의 그림 속에 하나가 되어） | 鄭世雲 | 3:25 |
| 2.   | As One In Your Painting（Inst.）                      |        | 3:25 |

- Part.4（發行日期：2025年4月26日）

| 曲序 | 曲目                            | 演唱  | 时长 |
| ---- | ------------------------------- | ----- | ---- |
| 1.   | By Your Side（매일이 되어줄게） | Woody | 3:58 |
| 2.   | By Your Side（Inst.）           |       | 3:58 |

- Part.5（發行日期：2025年5月2日）

| 曲序 | 曲目                    | 演唱   | 时长 |
| ---- | ----------------------- | ------ | ---- |
| 1.   | What else（내가 뭘 더） | 鄭承煥 | 3:09 |
| 2.   | What else（Inst.）      |        | 3:09 |

- Part.6（發行日期：2025年5月3日）

| 曲序 | 曲目                                 | 演唱        | 时长 |
| ---- | ------------------------------------ | ----------- | ---- |
| 1.   | You pour down on me（네가 쏟아진다） | Dragon Pony | 3:59 |
| 2.   | You pour down on me（Inst.）         |             | 3:59 |

- Part.7（發行日期：2025年5月9日）

| 曲序 | 曲目                   | 演唱      | 时长 |
| ---- | ---------------------- | --------- | ---- |
| 1.   | Our Sea（우리의 바다） | KyoungSeo | 4:29 |
| 2.   | Our Sea（Inst.）       |           | 4:29 |

- Part.8（發行日期：2025年5月10日）

| 曲序 | 曲目                      | 演唱           | 时长 |
| ---- | ------------------------- | -------------- | ---- |
| 1.   | End of a Day（하루의 끝） | Jeong hyo bean | 3:55 |
| 2.   | End of a Day（Inst.）     |                | 3:55 |

## 分集
| 集數 | 標題                | 首播日期      | 片長   | 南韓收視人數 （百萬） |
| ---- | ------------------- | ------------- | ------ | --------------------- |
| 1    | 다이나믹한 새 학기  | 2025年4月11日 | 62分鐘 | 待定                  |
| 2    | 지독한 운명         | 2025年4月12日 | 63分鐘 | 待定                  |
| 3    | 썸과 쌈             | 2025年4月18日 | 64分鐘 | 待定                  |
| 4    | 나만 모르는 직진    | 2025年4月19日 | 67分鐘 | 待定                  |
| 5    | 心動警報 설렘주의보 | 2025年4月25日 | 62分鐘 | 待定                  |
| 6    | 우리 사이는...      | 2025年4月26日 | 64分鐘 | 待定                  |
| 7    | 오해와 이해         | 2025年5月2日  | 65分鐘 | 待定                  |
| 8    | 전하지 못한 진심    | 2025年5月3日  | 64分鐘 | 待定                  |
| 9    | 설렘 무장해제       | 2025年5月9日  | 64分鐘 | 待定                  |
| 10   | 꺼지지 않은 불씨    | 2025年5月10日 | 63分鐘 | 待定                  |
| 11   | 예상치 못한 재회    | 2025年5月16日 | 62分鐘 | 待定                  |
| 12   | 初戀 첫사랑         | 2025年5月17日 | 66分鐘 | 待定                  |

## 收視率
《芭妮與哥哥們》於2025年4月11日在韓國地上波MBC開播，首集僅取得1.3%的收視率，低於前一檔《臥底高中》的開播收視（5.6%）與完結收視（5.8%），也低於同屬地上波的SBS於同時段播映的金土劇《寶物島》。第2集收視首度跌破1%，與第6集同樣只取得0.9%的收視率。第3集創下自身最高收視1.5%；第8集則創下自身最低收視0.7%，連續2集創下收視新低。最終第12集取得0.8%的收視率，與接檔《寶物島》於同時段播映的《鬼宮》（9.8%）差距甚大，本劇也成為截至當時收視率最低的MBC金土劇，甚至低於獨幕劇的收視率。
與其他同期播映的週末劇相比，本劇收視除了低於《寶物島》、《鬼宮》外，也低於同屬地上波的KBS 2TV週末劇《拜託老鷹5兄弟！》，和綜合編成頻道的JTBC土日劇《協商的技術》、《比天堂還美麗》，以及有線電視的tvN土日劇《機智住院醫生生活》。
| 1    |          | 2025年4月11日 | 1.3% |
| 2    |          | 2025年4月12日 | 0.9% |
| 3    |          | 2025年4月18日 | 1.5% |
| 4    |          | 2025年4月19日 | 1.1% |
| 5    | 心動警報 | 2025年4月25日 | 1.1% |
| 6    |          | 2025年4月26日 | 0.9% |
| 7    |          | 2025年5月2日  | 0.8% |
| 8    |          | 2025年5月3日  | 0.7% |
| 9    |          | 2025年5月9日  | 1.3% |
| 10   |          | 2025年5月10日 | 0.8% |
| 11   |          | 2025年5月16日 | 0.9% |
| 12   | 初戀     | 2025年5月17日 | 0.8% |
| 特輯 |          |               |      |
| 1    | 搶先看   | 2025年3月21日 | 0.9% |